# Hemipeplus marginipennis
Hemipeplus marginipennis is een keversoort uit de familie Mycteridae. De wetenschappelijke naam van de soort is voor het eerst geldig gepubliceerd in 1856 door LeConte.